# Црква Вазнесења Христовог у Штављу
Црква Вазнесења Христовог у Штављу налази се на територији општине Сјеница, у Штављу, у приватној својини чији је власник Српска православна црква. Саграђена је 1877. године.

## Историјат
Црква Вазнесења Христовог у Штављу је подигнута на старијем култном месту у периоду од 1873. до 1877. године.

## Изглед цркве
Црква је масивна грађевина издужене основе, са троделним олтарским простором и високом, осмостраном куполом.
Унутрашњост цркве је подељена на три дела, засведена полуобличастим сводом.
Фасадне површине рашчлањене су плитким нишама између прислоњених пиластера, изведених у камену који се као материјал понавља и на угаоним пиластрима, порталима и високим прозорским отворима, лучно завршеним.

## Црква данас
Црква је вредан примерак сакралне архитектуре 20. века, настале као последица националног буђења у крајевима под турском влашћу и као таква је утврђена за споменик културе 2000. године.